# Phenacogrammus interruptus
Phenacogrammus interruptus es una especie de peces de la familia Alestiidae en el orden de los Characiformes.

## Morfología
Los machos pueden llegar alcanzar los 8 cm de longitud total y las hembras 6.

## Alimentación
Come gusanos, insectos pequeños, crustáceos y materia vegetal.

## Hábitat
Es un pez de agua dulce y de clima tropical (23 °C-26 °C).

## Distribución geográfica
Se encuentran en África:  cuenca del río Congo.